# Stavros Papassavas
Stavros Papassavas, född 1928 i Stavropolis, Grekland, är en grekisk konstnär och grafiker. 
Papassavas studerade vid Konstakademien i Aten 1948-1953 samt i Paris, därefter företog han ett stort antal studieresor i Europa varav ett flertal var av längre till Skandinavien. Under ett av sina besök ställde han ut separat på Lunds konsthall 1958 och 1959 samt på Modern konst i hemmiljö i Stockholm. Bland hans arbeten i Sverige märks dekorationsmålningar av en utställningslokal på grekiska ambassaden i Stockholm. Hans konst består av mytologiska eller symboliska kompositioner utförda i akvarell.